# Pojkallsvenskan (fotboll)
Pojkallsvenskan i fotboll spelas med U17-lag, och är Sveriges toppdivision i fotboll för pojkjuniorer. De 36 lagen är uppdelade i en norrgrupp, en mellangrupp och en södergrupp med 12 lag vardera, där de fem bästa från varje grupp samt bästa sexan går till slutspel om svenska mästerskapet. De två sämst placerade lagen i vardera serien åker ur, övriga stannar kvar.
De två främsta i varje grupp går dessutom vidare till Division 1 för U19-lag kommande säsong.

## Svenska mästare
- 2010 - Helsingborgs IF
- 2011 - IF Elfsborg
- 2012 - Malmö FF
- 2013 - Malmö FF
- 2014 - IF Elfsborg
- 2015 - AIK
- 2016 - Hammarby IF
- 2017 - IF Elfsborg
- 2018 - IF Elfsborg
- 2019 - Hammarby IF Fotboll
- 2020 - Inställt
- 2021 - AIK Fotboll
- 2022 - Malmö FF
- 2023 - IFK Göteborg